# Vaina (munición)

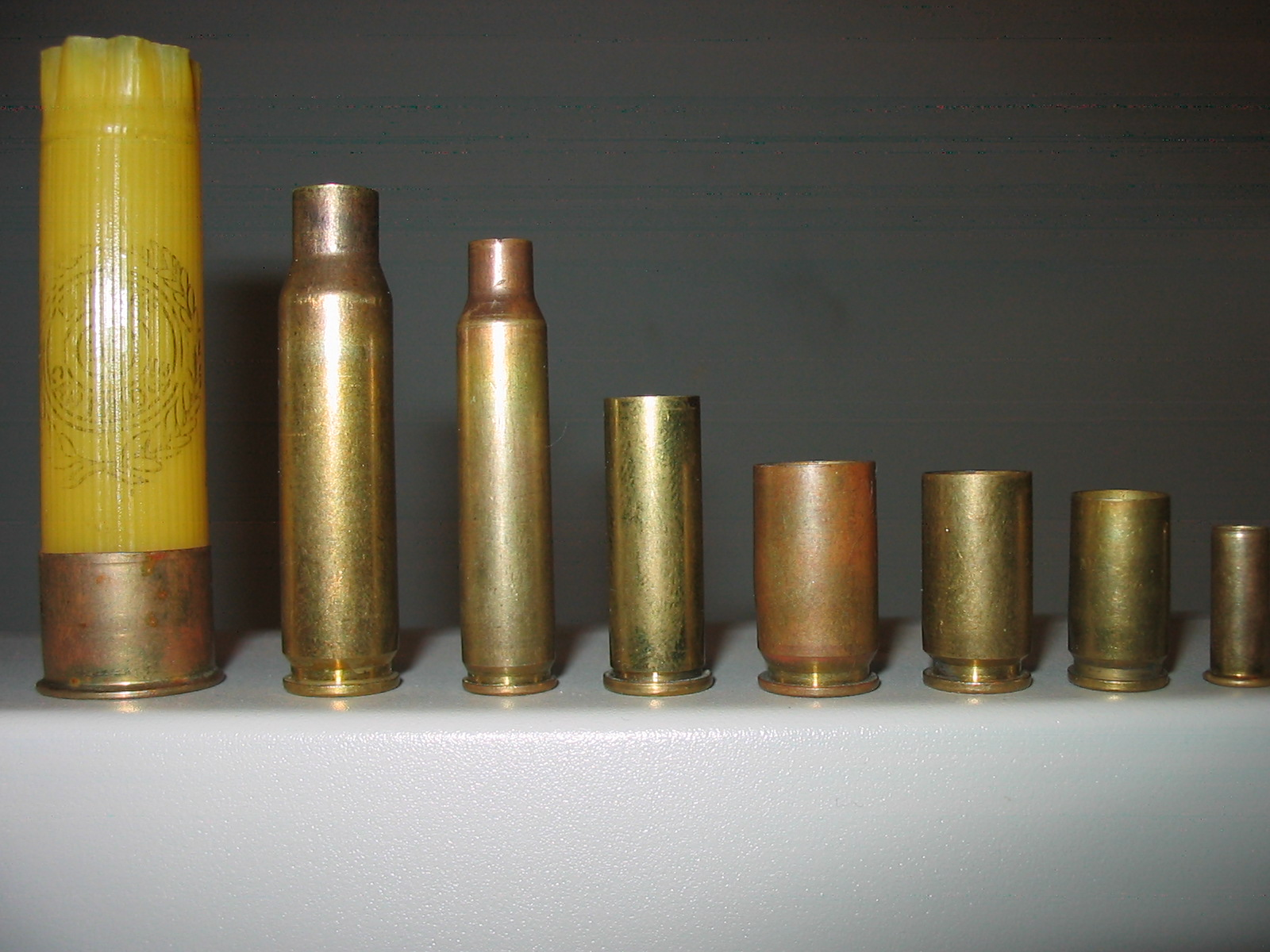
Vaina semimetálica (de escopeta) y vainas de .308 Winchester, 5,56 × 45 mm OTAN, .38 Special, .45 ACP, .40 S&W, 9 mm Parabellum y .22 Long Rifle.

Una vaina es un recipiente tubular que sirve para contener en su interior una carga de proyección, una cápsula fulminante y un proyectil o proyectiles. El conjunto de todos estos elementos se denomina cartucho.
Las vainas metálicas también reciben el nombre de casquillo. En lo referente a los cartuchos de escopeta (con cuerpo de plástico o cartón), la palabra casquillo se aplica a su parte metálica (culote).

## Vainas metálicas
Son aquellas cuya vaina está elaborada completamente de metal y es de utilización generalizada en las armas de ánima rayada. La mayoría de las vainas metálicas actuales están fabricadas en "latón militar", llamado latón 70/30 (70% de cobre y 30 de zinc), siendo en España el latón 72/28. Seguidamente el metal más usado es el acero latonado, el acero y en menor medida el aluminio.
El objetivo de la vaina es que se dilate con facilidad tras el disparo dentro de la recámara y se adapte a ella perfectamente, para que no salgan hacia atrás los gases producidos por la deflagración, realizando una perfecta obturación, para después del disparo recuperar sus medidas primitivas, facilitando así la extracción de la misma.
Una vaina metálica consta de las siguientes partes:  

Partes de una vaina

- Culote: es la base de la vaina. Por la parte exterior es plano y lleva una pestaña y/o una ranura para poder extraer la vaina del arma. Si el cartucho es de percusión central el culote tiene un orificio en su centro para alojar la cápsula fulminante, siendo el culote de mayor grosor que el cuerpo de la vaina.[1] Si el cartucho es de percusión anular, el grosor del culote es fino y no lleva cápsula fulminante, ya que el fulminante se encuentra dispuesto en el interior del reborde del culote, siguiendo la periferia de la base del cartucho. En este caso, el percutor del arma, en vez de golpear la cápsula en el centro debe golpear cualquier punto de la periferia para producir la ignición.[4]

- Cuerpo: puede ser cilíndrico o troncocónico. Las paredes pueden ser más gruesas cerca del culote, donde están sometidas a mayor presión.[5] Los cuerpos troncocónicos están en desuso, si bien los cilíndricos son ligeramente troncocónicos.[1]

- Gola: de forma troncocónica, produce un estrechamiento en la vaina y une el cuerpo con el gollete.

- Gollete: de forma cilíndrica o troncocónica, es la continuación de la gola.

- Boca: es la parte abierta de la vaina; sirve para engarzar la bala.[1]

La gola y el gollete no siempre están presentes.

### Clasificación de las vainas
La clasificación de las vainas se efectúa por su forma exterior y la forma del culote. Así, por la forma exterior, se clasifican en: 1. cilíndricas, 2. cilíndricas entalladas, 3. cilíndricas golleteadas, 4. cónicas y 5. cónicas golleteadas. Por la forma del culote se clasifican en: 1. de pestaña, 2. de ranura, 3. reforzada, 4. de ranura y pestaña y 5. de ranura y pestaña corta.

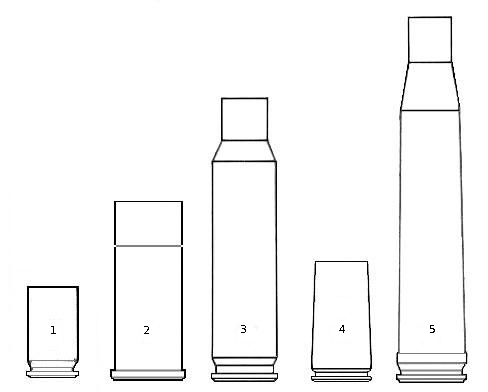
Tipos de vainas
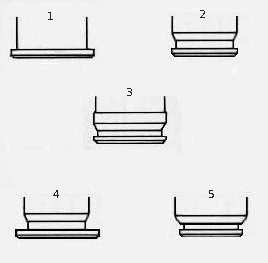
Tipos de culotes

## Vainas semimetálicas

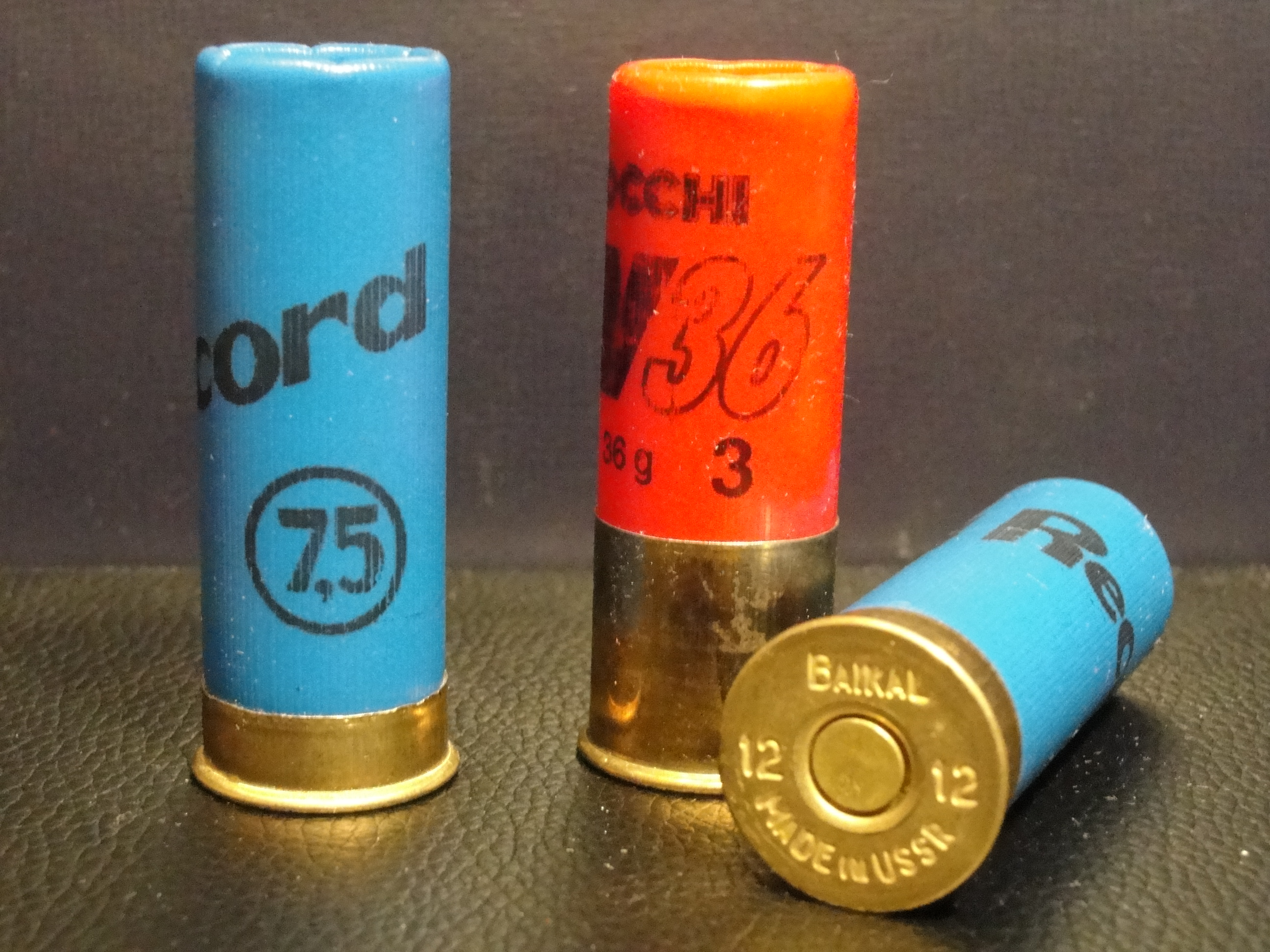
Varios cartuchos.

Las vainas semimetálicas, normalmente empleadas en escopetas y armas de ánima lisa, se denominan de esta manera porque en su constitución, además del metal del culote, entran otros materiales como el cartón o el plástico, que constituye el cuerpo de los cartuchos.
Las de cartón se hacen a base de papel enrollado sobre sí mismo y encolado para que sea impermeable, siendo en ocasiones el cartón plastificado, con lo que se impide que la pólvora se humedezca y que el cartón se hinche por culpa de la humedad. 
Las vainas confeccionadas en plástico son las más habituales en la actualidad y poseen las cualidades de impermeabilidad, plasticidad y bajo coste; algunas incluso se fabrican con el culote también de plástico, aunque no son muy habituales.
También se hacen vainas completamente metálicas, con materiales como acero, latón o aluminio, aunque no son muy populares, entre otras causas por su alto coste.
El culote es metálico, de latón, y lleva alojada en su centro la cápsula fulminante. Dispone de un reborde o pestaña para evitar que el cartucho se hunda en la recámara y facilitar la extracción. El culote es tanto más grande cuanto más potente es el cartucho, siendo su clasificación en: ordinarios, semiacorazados, acorazados y superacorazados.

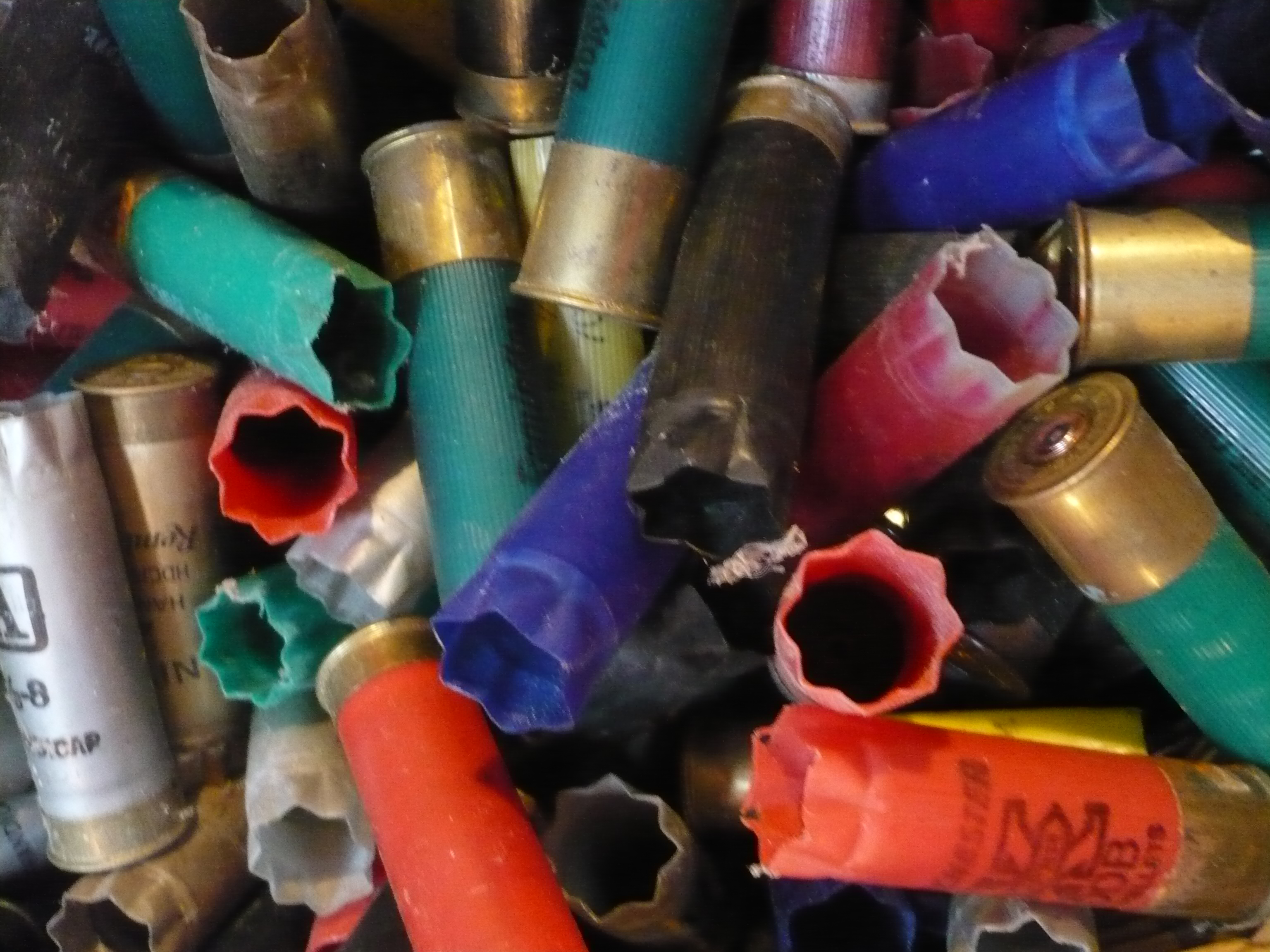
Vainas.

El cuerpo de la vaina se une con el culote mediante un elemento llamado tapón, impidiendo que ambas partes se puedan separar, que puede estar fabricado de plástico, cartón piedra o papel comprimido. En cartuchos potentes, junto al tapón se coloca un cilindro de acero suave, que además de servir de refuerzo a la vaina evita que el taco presione la pólvora en exceso. El taco es una pieza que va colocada entre la pólvora y el proyectil o proyectiles; en la actualidad suele ser de plástico, si bien también ha sido muy utilizado el cartón o el corcho. La misión primaria del taco es la obturación de los gases de la pólvora, pero además puede cumplir otras funciones secundarias, tales como amortiguar la potencia de la pólvora para que sea progresiva y no deforme los perdigones, lubricar toda la zona de recorrido para evitar emplomados y suciedades, servir de contenedor de perdigones, evitando que estos rocen contra el ánima del cañón y se deformen; y dispersar o agrupar perdigones, etc.
Durante mucho tiempo el cierre de los cartuchos era un simple opérculo o tapa de cartón, corcho, celuloide o plástico, pero actualmente la mayoría de cartuchos ya no utiliza este sistema de cierre, sino que van plegados hacia adentro en el extremo superior de la vaina.

### Calibres
Existe gran variedad de calibres de cartuchos de escopeta, pero en la práctica suele usarse principalmente el calibre 12 y en menor medida el 16, aunque también se emplean otros calibres como el 20, el 28 y el .410. La longitud de los cartuchos de un mismo calibre puede variar según sean cartuchos estándar o magnum; incluso los cartuchos estándar tienen variaciones en su longitud.

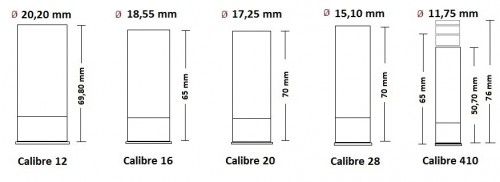
Medidas de los cartuchos más utilizados